# Ministère des Affaires sociales (Tunisie)
Pour les articles homonymes, voir Ministère des Affaires sociales.
Le ministère des Affaires sociales (arabe : وزارة الشؤون الإجتماعية) est un ministère tunisien chargée des affaires sociales.

## Missions et attributions
La mission générale du ministère des Affaires sociales consiste à mettre en œuvre la politique sociale de l'État, visant à assurer un développement social équilibré entre les catégories et les générations composant la société et à consolider le bien-être social à travers la consécration des valeurs de l'auto-responsabilité dans les domaines du travail et des relations professionnelles, de la santé et la sécurité au travail, de la sécurité sociale, de la promotion des catégories vulnérables et à besoins spécifiques, de l'enseignement des adultes, de l'encadrement de la communauté tunisienne à l'étranger et du logement social.
- Observer, étudier et évaluer les phénomènes sociaux sur le plan national, régional et sectoriel et élaborer les plans, projets et consultations dans les différents domaines d'attributions ;
- Élaborer les projets de textes de législatifs et réglementaires et proposer les réformes nécessaires de manière à permettre au gouvernement de mettre en œuvre sa politique sociale et de l'adapter à la situation économique et sociale ;
- Élaborer les projets visant à développer les principes de solidarité et d'entraide, assurer l'égalité des chances et combattre toutes formes d'exclusion et de marginalisation sociales ;
- Consolider et développer les régimes de sécurité sociale en vue d'activer leur rôle en tant que facteur essentiel du développement économique et social ;
- Promouvoir la participation des composantes de la société civile et la mise en œuvre de la politique de l'État, dans ses domaines d'intervention ;
- Contribuer à l'élaboration des projets de coopération internationale et des conventions bilatérales et internationales relevant de ses domaines d'attribution et en assurer l'exécution et le suivi tout en œuvrant à la valorisation de l'expérience tunisienne dans ces domaines ;
- Contribuer, avec les structures concernées, à l'encadrement et à l'assistance des entreprises, des investisseurs et des exportateurs, contribuer à la promotion de l'information et de la communication sociales.

## Organisation
- Cabinet
- Inspection générale
- Direction générale des services communs
- Services spécifiques
- Directions régionales

## Établissements rattachés
- Office des Tunisiens à l'étranger
- Centre de recherches et d'études de sécurité sociale
- Caisse nationale de retraite et de prévoyance sociale
- Caisse nationale de sécurité sociale
- Caisse nationale d'assurance maladie
- Société de promotion des logements sociaux

## Ministre
Le ministre des Affaires sociales est nommé par le président de la République tunisienne sur proposition du chef du gouvernement. Il dirige le ministère et participe au Conseil des ministres.

### Historique
Le ministre actuel est Issam Lahmar, titulaire du portefeuille dans le gouvernement Madouri/Zaafrani depuis le 25 août 2024.

### Liste
| Image | Nom                         | Parti                    |  | Gouvernement                                                                                 | Début du mandat   | Fin du mandat     |
| ----- | --------------------------- | ------------------------ |  | -------------------------------------------------------------------------------------------- | ----------------- | ----------------- |
|       | Mohamed Chakroun            | Néo-Destour              |  | Gouvernement Bourguiba I Gouvernement Bourguiba II                                           | 14 avril 1956     | 6 mai 1958        |
|       | Ahmed Ben Salah             | Néo-Destour              |  | Gouvernement Bourguiba II                                                                    | 6 mai 1958        | 3 janvier 1961    |
|       | Mondher Ben Ammar           | Néo-Destour PSD          |  | Gouvernement Bourguiba II                                                                    | 3 janvier 1961    | 8 septembre 1969  |
|       | Driss Guiga                 | PSD                      |  | Gouvernement Bourguiba II                                                                    | 8 septembre 1969  | 7 novembre 1969   |
|       | Sadok Ben Jemâa             | PSD                      |  | Gouvernement Ladgham Gouvernement Nouira                                                     | 7 novembre 1969   | 29 octobre 1971   |
|       | Farhat Dachraoui            | PSD                      |  | Gouvernement Nouira                                                                          | 29 octobre 1971   | 14 janvier 1974   |
|       | Mohamed Ennaceur            | PSD                      |  | Gouvernement Nouira                                                                          | 14 janvier 1974   | 26 décembre 1977  |
|       | Mohamed Jomâa               | PSD                      |  | Gouvernement Nouira                                                                          | 26 décembre 1977  | 7 novembre 1979   |
|       | Mohamed Ennaceur            | PSD                      |  | Gouvernement Nouira Gouvernement Mohamed Mzali                                               | 7 novembre 1979   | 23 octobre 1985   |
|       | Noureddine Hached (Travail) | PSD                      |  | Gouvernement Mohamed Mzali                                                                   | 23 octobre 1985   | 23 juin 1986      |
|       | Abdelaziz Ben Dhia          | PSD                      |  | Gouvernement Sfar                                                                            | 30 juillet 1986   | 4 avril 1987      |
|       | Hédi Baccouche              | PSD                      |  | Gouvernement Sfar Gouvernement Ben Ali                                                       | 4 avril 1987      | 7 novembre 1987   |
|       | Taoufik Cheikhrouhou        | PSD RCD                  |  | Gouvernement Hédi Baccouche I Gouvernement Hédi Baccouche II Gouvernement Hédi Baccouche III | 7 novembre 1987   | 27 septembre 1989 |
|       | Moncer Rouissi              | RCD                      |  | Gouvernement Karoui                                                                          | 27 septembre 1989 | 20 février 1991   |
|       | Ahmed Smaoui                | RCD                      |  | Gouvernement Karoui                                                                          | 20 février 1991   | 3 août 1992       |
|       | Mohamed Fadhel Khelil       | RCD                      |  | Gouvernement Karoui                                                                          | 3 août 1992       | 13 juin 1996      |
|       | Chédli Neffati              | RCD                      |  | Gouvernement Karoui Gouvernement Ghannouchi I                                                | 13 juin 1996      | 25 janvier 2001   |
|       | Hédi M'henni                | RCD                      |  | Gouvernement Ghannouchi I                                                                    | 25 janvier 2001   | 27 avril 2002     |
|       | Chédli Neffati              | RCD                      |  | Gouvernement Ghannouchi I                                                                    | 27 avril 2002     | 17 août 2005      |
|       | Ali Chaouch                 | RCD                      |  | Gouvernement Ghannouchi I                                                                    | 17 août 2005      | 14 janvier 2011   |
|       | Naceur El Gharbi            | RCD                      |  | Gouvernement Ghannouchi I                                                                    | 14 janvier 2011   | 17 janvier 2011   |
|       | Moncer Rouissi              | RCD                      |  | Gouvernement Ghannouchi I Gouvernement Ghannouchi II                                         | 17 janvier 2011   | 27 janvier 2011   |
|       | Mohamed Ennaceur            | Indépendant              |  | Gouvernement Ghannouchi II Gouvernement Caïd Essebsi                                         | 27 janvier 2011   | 24 décembre 2011  |
|       | Khalil Zaouia               | Ettakatol                |  | Gouvernement Jebali Gouvernement Larayedh                                                    | 24 décembre 2011  | 29 janvier 2014   |
|       | Ahmed Ammar Younbaii        | Indépendant              |  | Gouvernement Jomaa Gouvernement Essid                                                        | 29 janvier 2014   | 12 janvier 2016   |
|       | Mahmoud Ben Romdhane        | Nidaa Tounes Indépendant |  | Gouvernement Essid                                                                           | 12 janvier 2016   | 27 août 2016      |
|       | Mohamed Trabelsi            | Indépendant              |  | Gouvernement Chahed                                                                          | 27 août 2016      | 27 février 2020   |
|       | Habib Kchaou                | Indépendant              |  | Gouvernement Fakhfakh                                                                        | 27 février 2020   | 2 septembre 2020  |
|       | Mohamed Trabelsi            | Indépendant              |  | Gouvernement Mechichi                                                                        | 2 septembre 2020  | 11 octobre 2021   |
|       | Malek Ezzahi                | Indépendant              |  | Gouvernement Bouden/Hachani                                                                  | 11 octobre 2021   | 25 mai 2024       |
|       | Kamel Madouri               | Indépendant              |  | Gouvernement Hachani/Madouri                                                                 | 25 mai 2024       | 25 août 2024      |
|       | Issam Lahmar                | Indépendant              |  | Gouvernement Madouri/Zaafrani                                                                | 25 août 2024      | en cours          |

## Secrétaires d'État
- 1992-1993 : Néziha Mezhoud
- 1992-? : Kamel Haj Sassi
- 2001-2011 : Najeh Belkhiria Karoui
- 2011-2014 : Houcine Jaziri
- 2015-2016 : Belgacem Sabri
- 2017-2020 : Adel Jarboui